# Mika et l'Orchestre symphonique de Montréal
Mika et l'Orchestre symphonique de Montréal è un album dal vivo pubblicato dal cantautore britannico Mika.

## Tracce
1. Toy Boy (Orchestra Version) – 4:05
2. Grace Kelly (Orchestra Version) – 3:20
3. Underwater (Orchestra Version) – 3:42
4. Boum Boum Boum (Orchestra Version) – 3:52
5. Relax (Take It Easy) (Orchestra Version) – 3:11
6. Last Party (Orchestra Version) – 4:10
7. Origin of Love (Orchestra Version) – 5:02
8. Ordinary Man – 4:46
9. Happy Ending (Orchestra Version) – 5:36
10. Heroes – 4:57
11. Over My Shoulder (Orchestra Version) – 4:53
12. Good Guys (Orchestra Version) – 4:20
13. Rain (Orchestra Version) – 4:09
14. Any Other World (Orchestra Version) – 4:48
15. Love Today (Orchestra Version) – 4:25
16. Elle Me Dit (Orchestra Version) – 4:29